# Johann Wilhelm von Müller
Baron Johann Wilhelm von Müller (Kochersteinsfeld, 4 maart 1824 - aldaar, 24 oktober 1866) was een Duitse ornitholoog en ontdekkingsreiziger.

## Vroege leven
Müller werd geboren in Kochersteinsfeld, kleinzoon van bankier Johannes Müller. In 1845 reisde hij naar Marokko en Algiers. In 1847 begon hij aan een langere Afrikaanse reis, vergezeld door Alfred Brehm als zijn secretaris. Ze reisden door Egypte naar Khartoem en Kordofan en keerden in februari 1849 terug naar Alexandrië.
Müller liet Brehm daar achter en keerde terug naar Duitsland met de natuurhistorische specimen die hij tijdens zijn reis had verzameld en maakte plannen voor een derde expeditie. Helaas kwam Müller in financiële moeilijkheden en kon hij zich niet weer bij Brehm voegen. In plaats daarvan stuurde hij hem geld om naar Khartoem te gaan met Alfreds broer Oskar en arts Richard Vierthaler.

## Publicaties
In de herfst van 1849 begon Müller met de publicatie van het ornithologische tijdschrift Naumannia, onder redactie van Eduard Baldamus. Hij begon ook te werken aan een geïllustreerd boek getiteld Beiträge zur Ornithologie Afrikas (1853-1870), waarvan slechts vijf delen werden gepubliceerd. In 1852 kocht hij de natuurhistorische collectie van Christian Ludwig Landbeck vóór diens emigratie naar Chili. Later datzelfde jaar werd hij directeur van de Brusselse Dierentuin; hij nam ontslag in 1854. Vervolgens reisde hij naar Noord-Amerika.  Bij zijn terugkeer schreef hij Reisen in den Vereinigten Staaten, Canada, und Mexiko (1864-1865).
Müller wordt herdacht in de wetenschappelijke naam van de blauwkopbijeneter, Merops muelleri.
De berg Müllerberget in Edgeøya, Spitsbergen, is naar hem vernoemd.

### Voetnoten
1. ↑  Müllerberget (Svalbard). Norwegian Polar Institute. Geraadpleegd op 23 October 2013.

- Bibliothèque nationale de France: cb17046482p (data)
- Gemeinsame Normdatei: 117596884
- International Standard Name Identifier: 0000 0000 8117 1450
- Library of Congress Control Number: no2001001345
- RKD-Nederlands Instituut voor Kunstgeschiedenis: 336769
- Système universitaire de documentation: 169603768
- Virtual International Authority File: 37697835
- WorldCat: E39PBJvHfd34cHmxRcFFRwqRKd